# Ciclo del glioxilato

Ciclo del glioxilato.

El ciclo del glioxilato es una variante del ciclo del ácido cítrico (concretamente un "by-pass" de las etapas descarboxilantes) que ocurre en los glioxisomas de las células vegetales (también ocurre en muchos hongos y protozoos). Permite generar glucosa a partir de ácidos grasos, esto es muy importante en las semillas, debido a que la mayor parte de la energía metabólica necesaria para su desarrollo se encuentra en forma de triacilgliceroles.

## Reacciones bioquímicas
1) La acetil-CoA (procedente de la oxidación de ácidos grasos) reacciona con el oxalacetato formando citrato. La enzima que cataliza esta reacción es la citrato sintasa*.
2) El citrato reacciona con la enzima aconitasa* formando Isocitrato.
3) El isocitrato, mediante una reacción catalizada por la enzima isocitrato liasa, se fragmenta en glioxilato y succinato.
4a) El succinato es metabolizado en forma similar que en el ciclo del ácido cítrico a fumarato mediante la enzima succinato deshidrogenasa y luego a malato por la enzima fumarasa. 
4b) La acetil-CoA transfiere un acetilo al glioxilato produciendo malato en una reacción catalizada por la enzima malato sintasa*.
5) El malato se deshidrogena para formar nuevamente oxalacetato mediante una reacción catalizada por la enzima malato deshidrogenasa. El oxalacetato es capaz de generar glucosa mediante gluconeogénesis.
*Las enzimas citrato sintasa, aconitasa y malato sintasa que intervienen en el ciclo de glioxilato difieren estructuralmente de sus homólogas mitocondriales.